# Crescent (Wisconsin)
Crescent è un comune degli Stati Uniti, situato in Wisconsin, nella Contea di Oneida.